# Teatro San Samuele
Il Teatro San Samuele di Venezia fu uno dei teatri più prestigiosi fra quelli attivi nella città lagunare, in tutto sette, durante il Settecento.

## Storia
Venne edificato nel 1656 su commissione della famiglia Grimani e fu da principio destinato alla rappresentazione di spettacoli di prosa; solo durante il secolo seguente vi vennero allestiti con maggiore frequenza opere liriche e spettacoli di balletto.
Distrutto da un incendio nel settembre 1747, fu riedificato e - per scelta della famiglia Grimani che preferì dirottare la musica lirica seria verso il nuovo e più elegante Teatro San Benedetto (San Benéto) - destinato prevalentemente a rappresentazioni di opere buffe alternate a lavori in prosa.
La ricostruzione, progettata da Antonio Codognato, avvenne a tempo di record e nel maggio del 1748 il teatro era di nuovo completato. I palchi furono ridotti da sei a cinque ordini ma la struttura originale era rimasta invariata. In quello stesso anno in occasione della Fiera della Sensa fu rappresentata l'opera Il mondo alla roversa con libretto del Goldoni e musica del Galuppi. Le scenografie, l'allestimento e l'illuminazione, approntate in quell'occasione, sono state conservate in una stampa di anonimo, in seguito ripresa da un dipinto di Gabriele Bella.
I tempi di riedificazione testimoniano che la struttura all'interno del perimetro delle mura era realizzata in massima parte con strutture di legno e materiali dipinti. Da qui anche la facilità degli incendi che colpivano con grande frequenza questi edifici. Le cose cambiarono alla fine del Settecento allorché le strutture posticce vennero sostituite da opere murarie molto più durature ma anche più costose. Il primo esempio di tale modificazione di tecnica costruttiva è rappresentato dal teatro La Fenice. La crisi economica dell'aristocrazia portò all'avvento di una classe di imprenditori organizzati in forma societaria che erano in grado di fronteggiare i costi che l'attività teatrale richiedeva.
Il San Samuele vide la direzione - sia pure per pochi anni, dal 1737 al 1741 - di Carlo Goldoni, che vi aveva fatto rappresentare (e vi avrebbe fatto rappresentare in seguito) diversi suoi lavori e che - su sollecitazione sempre dei Grimani - lasciò poi per passare al teatro d'opera San Giovanni Grisostomo di Venezia. Per la fiera dell'Ascensione del 1736 vi aveva fatto rappresentare, su musica di Giovanni Maria Marchi, La generosità politica, dramma per musica in onore "di sua eccellenza il signor generale Neupergg, generale d'infanteria, colonnello d'un reggimento di sua maestà cesarea cattolica e comandante di Luxembourg, eccetera, eccetera, eccetera".
Sotto la direzione goldoniana iniziò, proprio in questo edificio, la grande riforma teatrale che mosse i primi passi con la rappresentazione del Momolo Cortesan (1738) commedia con testo scritto solo per i ruoli principali e il resto recitato all'improvviso.
Al San Samuele - teatro nel quale suonò per un certo tempo anche Giacomo Casanova, e nel quale recitò anche la madre, l'attrice Zanetta Farussi - nel 1730 il compositore Johann Adolf Hasse debuttò con la sua Dalisa, con la primadonna Faustina Bordoni, di ritorno a Venezia dopo sei anni di esilio. Hasse vi metterà in scena poi altre diverse sue opere, e si esibì anche il contralto Marietta Alboni.
Vi si tennero poi prime di importanti opere barocche come Griselda di Vivaldi con Anna Girò nel 1735, Gustavo primo re di Svezia di Galuppi nel 1740 e, in tempi successivi, di compositori famosi di melodrammi quali Gioachino Rossini e Gaetano Donizetti.
A fine Settecento il teatro perse molto del suo antico prestigio. Nel 1770 i Grimani erano stati costretti a cederlo, a causa della crisi economica che aveva colpito il patriziato veneziano. In seguito rimase chiuso per diverse stagioni, riaprendo solo nel 1819 come teatro sociale cittadino dedicato soprattutto alla prosa.
Il 26 dicembre 1819 avvenne la prima assoluta di Il falegname di Livonia di Donizetti con Giovanni Battista Verger.
Dal nome dell'impresario Giuseppe Camploy, che lo aveva rilevato nel 1853, divenne Teatro Camploy.
Alla morte dell'impresario, avvenuta nel 1889, il teatro fu lasciato in eredità al Comune di Verona. Il Comune di Venezia lo acquistò, per poi procedere alla sua demolizione nel 1894, e sull'area venne edificata una scuola.